# Sosylus extensus
Sosylus extensus är en skalbaggsart som beskrevs av Thomas Casey 1897. Sosylus extensus ingår i släktet Sosylus och familjen rovbarkbaggar. Inga underarter finns listade i Catalogue of Life.